# Isabel Carvalhais
Isabel Estrada Carvalhais (ur. 28 lutego 1973 w Negage w prowincji Uíge) – portugalska polityk, politolog, socjolog i wykładowczyni akademicka, deputowana do Parlamentu Europejskiego IX kadencji.

## Życiorys
Urodziła się w Angoli. Absolwentka stosunków międzynarodowych na Universidade do Minho; magisterium z socjologii uzyskała na Uniwersytecie w Coimbrze, a doktorat w tej dziedzinie na University of Warwick. Od lat 90. zawodowo związana jako nauczyciel akademicki z Universidade do Minho. Została profesorem nauk politycznych i stosunków międzynarodowych na tej uczelni.
Działaczka Partii Socjalistycznej, w 2019 kandydowała z ramienia tej partii w wyborach europejskich. Mandat europosłanki objęła kilka miesięcy po rozpoczęciu IX kadencji, gdy został zwolniony na skutek śmierci André Bradforda. Dołączyła do frakcji Postępowego Sojuszu Socjalistów i Demokratów.